# Aarón Mejía
Aarón Mejía Montoya (ur. 6 czerwca 2001 w Culiacán) – meksykański piłkarz występujący na pozycji prawego obrońcy, od 2023 roku zawodnik Tijuany.